# 全寧設治局
全宁设治局，民國時設置於热河省的設治局，位于热河中部，今内蒙古自治区东部。

## 历史沿革
民国二十年（1931年）3月，由赤峰县析置，局所驻乌丹城（今内蒙古自治区翁牛特旗乌丹镇）。同年，改置为县。次年裁撤。